# مانینگتون (کنتاکی)
مانینگتون (به انگلیسی: Mannington) یک منطقهٔ مسکونی در ایالات متحده آمریکا است که در شهرستان کریستین، کنتاکی واقع شده‌است. مانینگتون ۱۳۸٫۹۹ متر بالاتر از سطح دریا قرار دارد.